# Mary Nohl

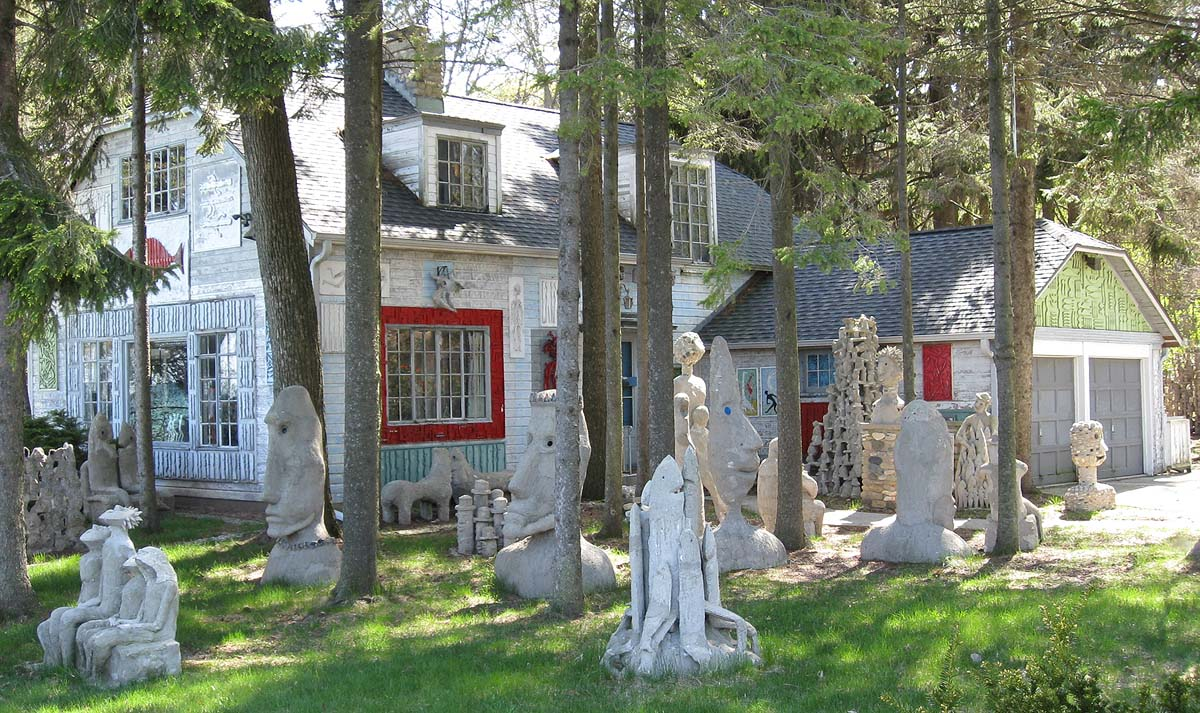
Haus von Mary Nohl, 2009

Mary Louise Nohl (* 6. September 1914 in Milwaukee; † 22. Dezember 2001 in Fox Point, Wisconsin) war eine amerikanische bildende Künstlerin und Malerin.

## Leben
Mary wuchs in Milwaukee als Tochter des deutschstämmigen Anwalts Leo F. Nohl (1877–1961) und der musikalisch ausgebildeten Emma Ely (geborene Parmeter) (1875–1968) auf. Mary war das jüngste von drei Kindern, der erstgeborene Frederick starb im Alter von einem Jahr bei einem Unfall, 1910 wurde ihr Bruder Eugene Maximilian, genannt „Max“, geboren. Die Familie bewohnte ein großes Haus im Osten Milwaukees. Schon in jungen Jahren zeigte sich ihre Kreativität, indem sie aus weggeworfenen Materialien, darunter altes Spielzeug und Kleidung, kleine Kunst- und Bauwerke schuf. Sie beteiligte sich auch an anderen kreativen Tätigkeiten, wie der Herstellung von Puppen und Marionetten für Puppentheateraufführungen. 1924 kauften ihre Eltern im Vorort Fox Point ein 1,37 Hektar großes Grundstück direkt am Michigansee und bauten ein kleines Fertighaus. In den folgenden Jahren verbrachte die Familie dort die Sommer.
Die Kinder begleiteten ihren Vater auf Reisen nach Indien, Afrika, Russland, Japan, Kuba und Lateinamerika. Er vermittelte ihnen schon früh Unterricht und Erfahrungen im Umgang mit Werkzeugen. Ab 1927 besuchte Nohl die Hardfort Avenue School und es wurde ihr auf Nachfrage ihres Vaters erlaubt, die Werkklasse der Jungen, statt des Hauswirtschaftsunterrichts der Mädchen zu besuchen. 1928 gewann sie als einziges Mädchen gegen 26 Jungen einen Modellflugzeugbau- und Flugwettbewerb. Nach dem Schulabschluss an der Milwaukee University School 1932 schrieb sie sich im Jahr 1933 im Alter von achtzehn Jahren am Rollins College in Winter Park in Florida ein, trat dem Kunstclub bei und nahm Unterricht in Zeichnen, Malen und Bildhauerei. Nach einem Jahr kam sie zu dem Schluss, dass die Schule ihren künstlerischen Ambitionen nicht genügte.

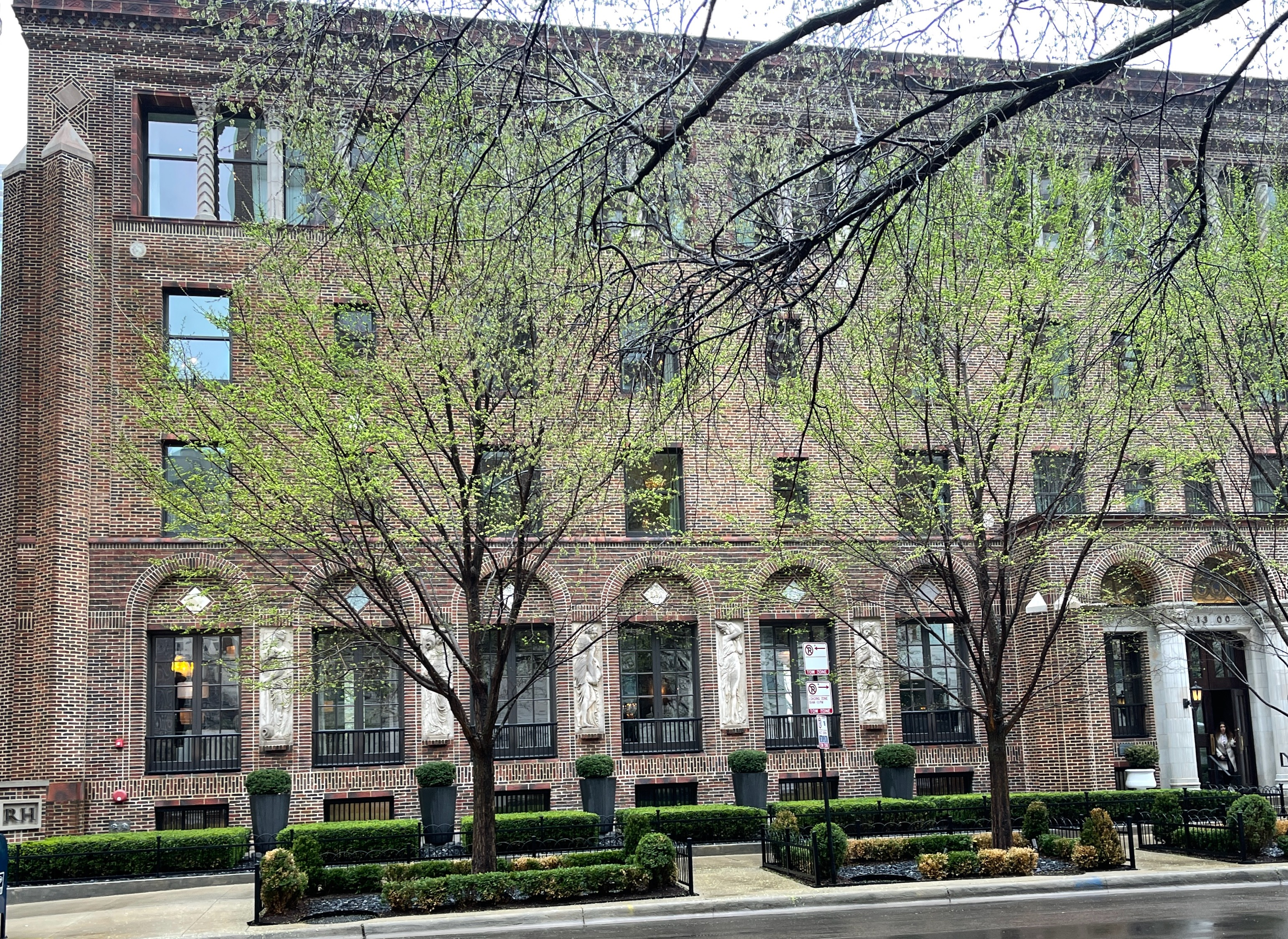
Three Arts Club of Chicago

Sie wechselte 1934 an die School of the Art Institute of Chicago und wohnte während ihrer Studienjahre im Three Arts Club of Chicago. Nohl belegte Kurse in Zeichnen, Bildhauerei, Modedesign und Kunstgeschichte bei Helen Gardner. Besonders fasziniert war sie von der Keramik und den Möglichkeiten der Arbeit mit Ton. Sie hörte auch Vorlesungen von Grant Wood und Rockwell Kent. 1937 erlangte sie den Bachelor of Fine Arts. Ihren Abschluss mit Lehrdiplom machte sie 1939 mit den Schwerpunkten Töpferei, Bildhauerei und Malerei. Im Anschluss unterrichtete sie Kunst an öffentlichen Schulen von Baltimore. Sie unterrichtete etwa dreißig Klassen pro Woche mit vierzig Schülern pro Klasse. Im März 1941 kündigte Nohl ihre Stelle und zog zurück nach Milwaukee, wo sie bei ihren Eltern lebte und an der North Division High School und dann bis 1943 an der Steuben Middle School unterrichtete. 1943 zog die Familie in das Haus am Beach Drive am Westufer des Michigansees in Fox Point, das Leo und Emma ab 1930 zu einem ganzjährigen Wohnhaus ausgebaut hatten und 1943 um einen zweistöckigen Anbau bis zur Garage erweitern ließen.
Nohl war zeitlebens als Malerin, Bildhauerin, Grafikerin, Holzschnitzerin, Schriftstellerin, Illustratorin und Karikaturistin tätig und widmete sich nach dem Umzug ganz der Kunstproduktion. 1943 gründete sie ihre eigene Töpferwerkstatt mit Atelier in der North Green Bay Road in Whitefish Bay und entwarf und produzierte eine breite Palette von Keramikartikeln für Geschenkartikelgeschäfte in fünf Staaten. Abends malte sie und fertigte Silberschmuck. Als 1954 die Sanierung des Geländes den Abriss ihrer Töpferwerkstatt erforderte, war sie gezwungen, ihr Atelier zu schließen. In den folgenden Jahren beschäftigte sie sich mit der Herstellung kleinerer Werke, vor allem Aquarelle und Gemälde, und wurde die Hauptpflegeperson für ihre alten Eltern.

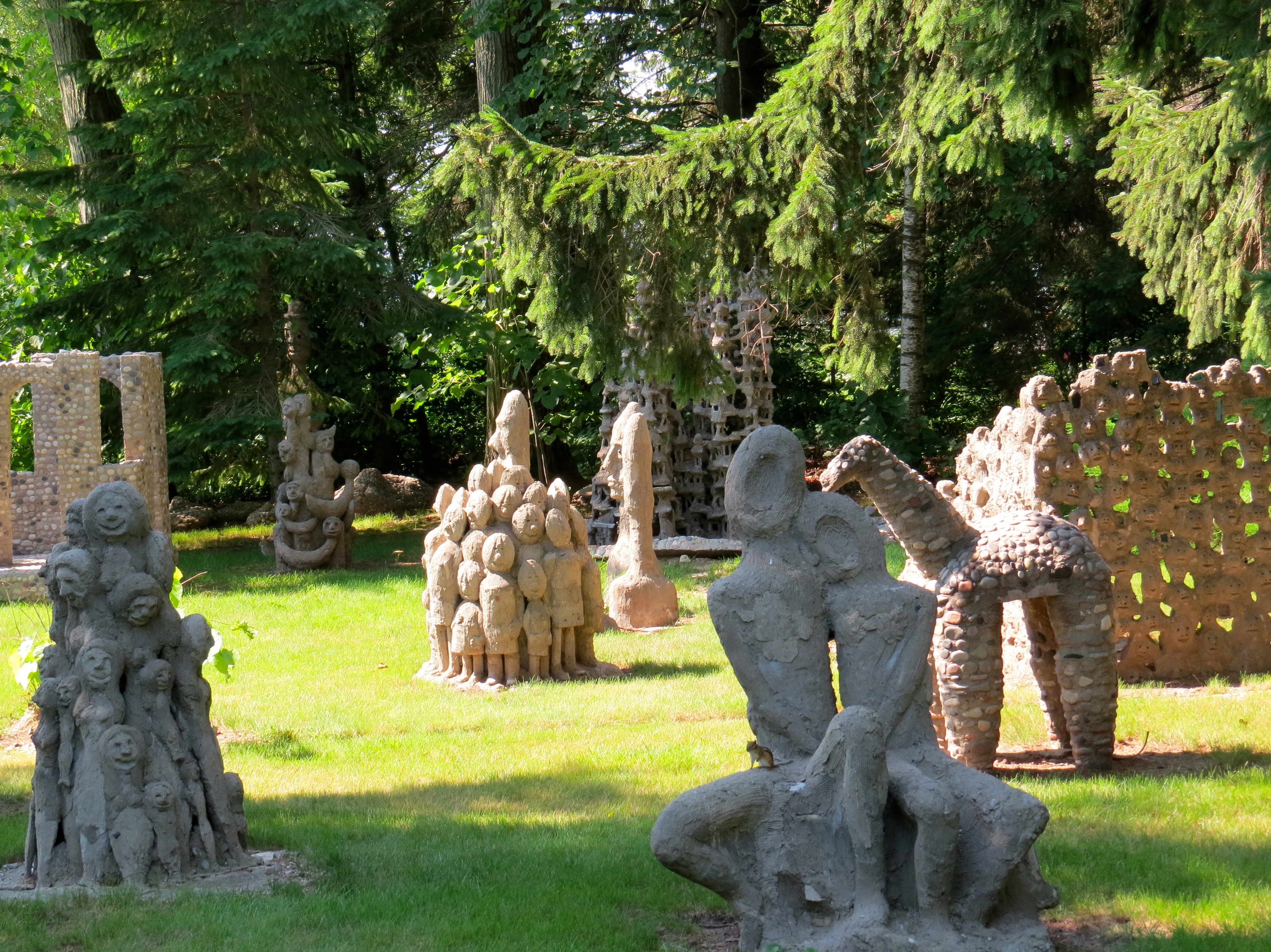
Der Garten, 2013

Marys Bruder Max starb im Februar 1960 mit seiner Frau bei einem Autounfall, ihr Vater starb 1961, ihre Mutter zog 1964 in ein Pflegeheim, wo sie 1968 starb. Nach dem Tod ihrer Eltern hatte Nohl durch ihre beträchtliche Erbschaft die Möglichkeit, sich weiterhin ausschließlich der Kunst zu widmen, auch wenn sie trotzdem äußerst sparsam lebte. Sie begann, das Haus und das Grundstück in ein Gesamtkunstwerk zu verwandeln, richtete in einem der Gästezimmer eine Werkstatt mit Bandsäge, Bohrmaschine, Silberlötwerkzeug, Steinschneidegeräte etc. ein, verschönerte die meisten Oberflächen im Innen- und Außenbereich, einschließlich der Möbel, und füllte den Hof mit großen skulpturalen Kreationen. Sich selbst beschrieb sie als „eine Frau, die Werkzeuge mag“. Einige Leute begannen, Nohls Haus wegen der seltsamen Skulpturen als „Hexenhaus“ zu bezeichnen und es kam zu Vandalismus an den Skulpturen. Doch Nohls Haus und ihr künstlerischer Stil zogen auch viel positive Aufmerksamkeit von Einwohnern und Künstlern Milwaukees auf sich.
Reisen war stets ein wichtiger Teil in Nohls Leben, der sie inspirierte. Außer verschiedenen Gegenden der USA besuchte sie 1936 Mexiko und bis 1950 auch Haiti und Jamaika. In späteren Jahren nach dem Tod ihrer Mutter bis ins hohe Alter bereiste sie unter anderem auch Indien, Nepal, Pakistan, Afghanistan, einen Großteil Europas, Ägypten, Peru, Barbados, Trinidad und Kanada. Neben dem Kunstschaffen hielt Nohl durch ausführliche Briefe Kontakt zu ihrem großen Bekanntenkreis, kümmerte sich um ihre ein bis zwei Hunde, schrieb Tagebuch und nahm am gesellschaftlichen Leben teil. Sie spielte mehrmals in der Woche Bridge, außerdem Eisstockschießen, Rasenbowling, Tennis und Volleyball. 1996 begann sie mit der Schenkung ihrer gesamten Sammlung an die Kohler Foundation, um deren Erhalt zu sichern. 2001 starb Mary Nohl. Ihr Grab befindet sich auf dem Forest Home Cemetery, Sektion 33.

## Werk
Die Küste des Michigansees und ihre waldreiche Umgebung beeinflussten die Kunst Nohls. In ihren Skulpturen, Holzreliefs und Zeichnungen finden sich Fische, Meerjungfrauen, Taucher und Mischwesen. Darüber hinaus gestaltete sie das Äußere und das Innere des Hauses. Nohls Werk ist im Vergleich zu anderen Künstlerensembles außergewöhnlich. Ihre akademische künstlerische Ausbildung macht sie zu einer Ausnahme unter den Künstlern, die ähnliche Orte schufen, und führte zu einer Gestaltung, die nicht in der volkstümlichen Tradition verwurzelt ist, sondern den Modernismus einbezieht. Nohl nahm die künstlerischen Strömungen ihrer Zeit auf und reagierte darauf mit großer Flexibilität. Für ihre Kunstwerke verwendete sie hauptsächlich Dinge, die sie zeitlebens fast zwanghaft gesammelt und im Keller, geordnet nach Werkstoff, in Kisten einsortiert hatte, darunter Lederstücke, farbiges Kirchenfensterglas, geschnitztes Linoleumblöcke, Hotelpapier, Puppenköpfe, Ketten und Uhren. „Anstatt eine fest definierte Ästhetik zu entwickeln, reagierte sie mit Frische und Originalität auf verschiedene Medien. Ihr flächiges Werk, ob amorphe puppenartige Objekte aus Hanf oder die monolithischen Betonskulpturen, die sich aus ihrem Garten erheben, erinnern an das visuelle Vokabular verschiedener surrealistischer Künstler, vor allem Yves Tanguey, Paul Delvaux und Rene Magritte“.
Von 1943 bis 1954 entwarf und verkaufte sie in ihrer Töpferwerkstatt Keramikartikel wie fischförmige Lampensockel, Glocken, Engel, Vasen in Form von Frauentorsi und „Spooks“, geisterhafte Figuren mit konkaven Gesichtern. Zwischen 1950 und 1960 beschäftigte sich Nohl intensiv mit Silberschmiedearbeiten und fertigte rund 350 ausgefallene Silber- und Steinschmuckstücke, die an mexikanische Kunst erinnerten, mit „Meerjungfrauen, Fisch- und Bootsmotiven, tanzenden Körpern und lächelnden Gesichtern - Bilder, die sich die sich durch ihr gesamtes Werk ziehen“.
Sie schuf Tausende von Werken, die aus einem lebenslangen, unermüdlichen Experimentieren mit nahezu allen denkbaren Medien stammten: Skulpturen aus Harz, Holz, Aluminiumfolie und Metall, kleine Glas- und Keramikarbeiten, Arbeiten auf Papier, Lithografien, handbemalte Fliesen, Mobiles und Töpferwaren. Im Inneren des Hauses ist fast jede Oberfläche verziert; Nohl fertigte Glasmalereien an, bemalte ihre Möbel, Beleuchtungskörper und Wände mit Teppichflicken als Pinsel und stellte ihre Gemälde, Glasskulpturen, Holzassemblagen, Drahtfiguren und Marionetten auf.

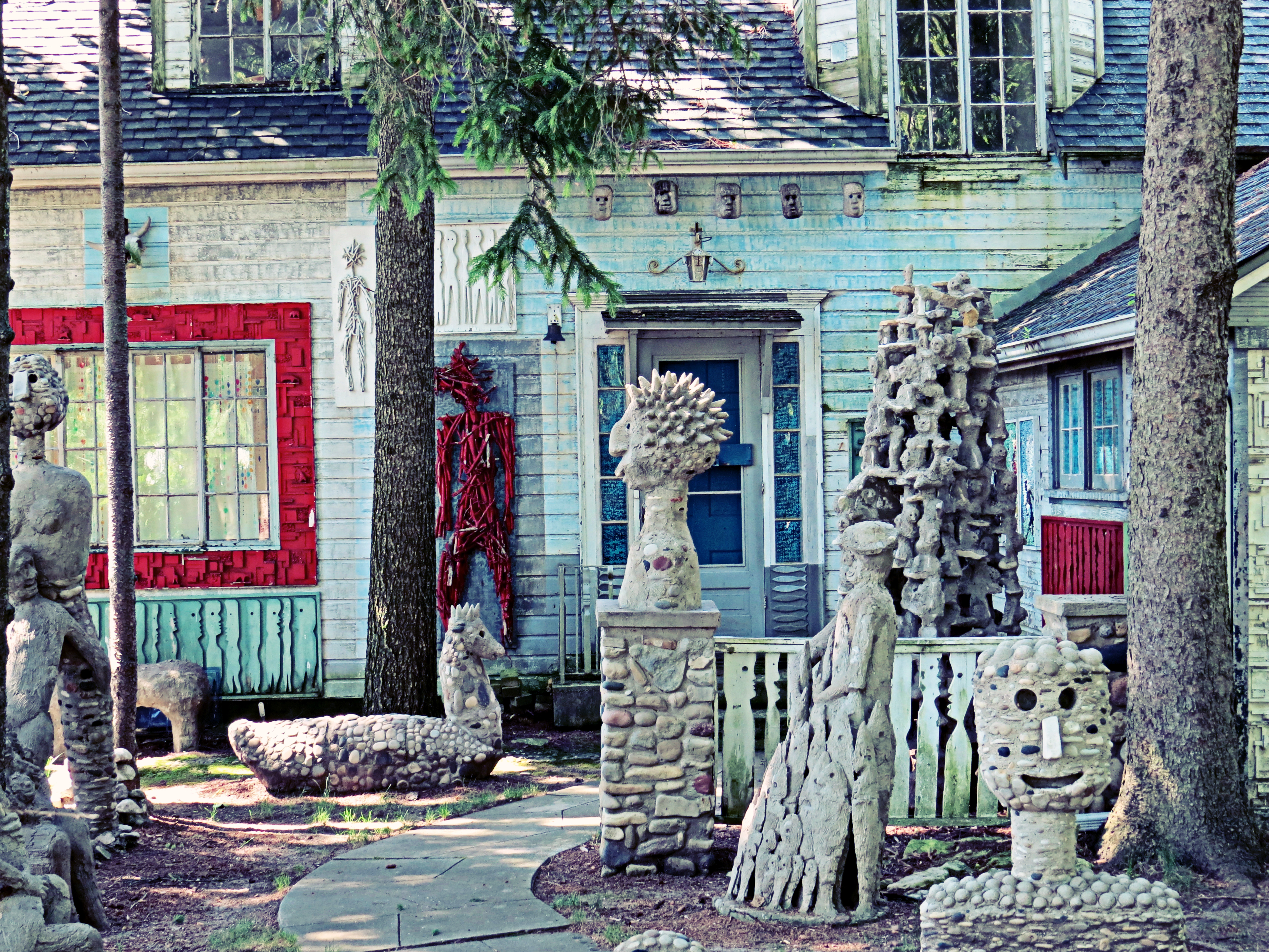
Das Haus, Juli 2013

Die Außenfassade des Hauses verzierte Nohl mit farbenfrohen Holzreliefs von Schwimmern und Bootsfahrern und Tafeln mit Kreaturen und Figuren im Profil. In die Bäumen hängte sie Windspiele und Holzfische. Sie mischte Beton aus dem Sand und den Steinen ihres Strandgrundstücks und verwendete gefundene Gegenstände wie Treibholz, Draht und Glas, um Skulpturen zu bauen. Über sechzig dieser meist figuralen und lebensgroßen Betonskulpturen bevölkern den Garten, darunter ein zwölf Fuß großer grinsender Dinosaurier. Die Skulpturen ähneln Tieren, Steinköpfen von den Osterinseln und Menschen.
Einige ihrer Schmuckentwürfe wurden 1954 in einer Einzelausstellung im Milwaukee Art Museum und 1955 in einer von der Smithsonian Institution gesponserten Wanderausstellung gezeigt. Eine Retrospektive ihrer Kunstwerke war 1991 in der Layton Gallery des Cardinal Stritch College in Milwaukee zu sehen. 2017 wurden etwa 60 von Nohls Werken im John Michael Kohler Arts Center in der Ausstellung Greetings and Salutations and Boo: Mary Nohl + Catherine Morris präsentiert.

## Vermächtnis
Nohl hinterließ der Greater Milwaukee Foundation einen Nachlass von über 11 Millionen Dollar, die unter anderem die Mary Nohl Stiftung zur Förderung der Kunsterziehung für Kinder und die Mary Nohl Fellowships Künstlerstipendien verwaltet.

Werke Nohls im John Michael Kohler Arts Center
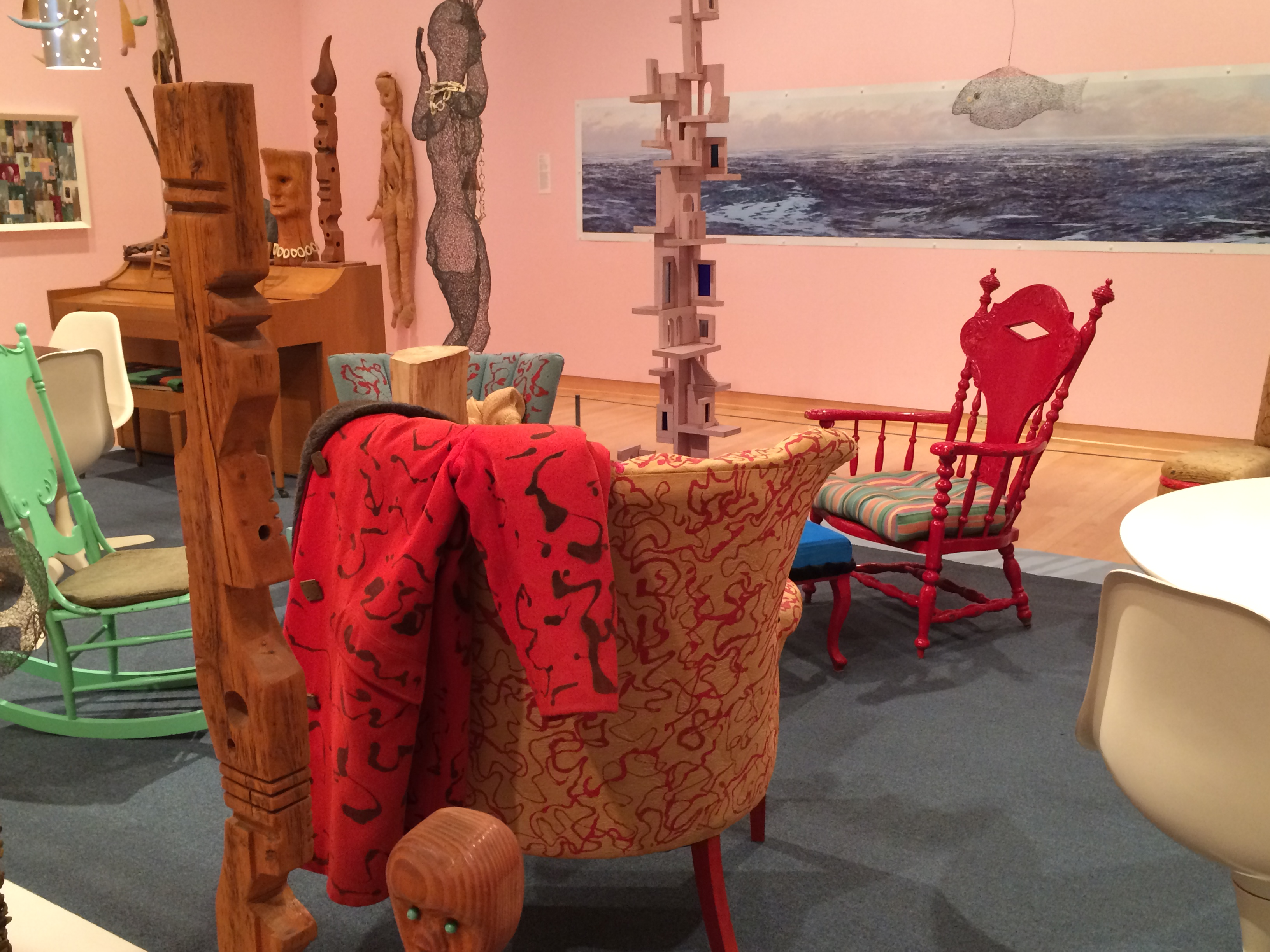
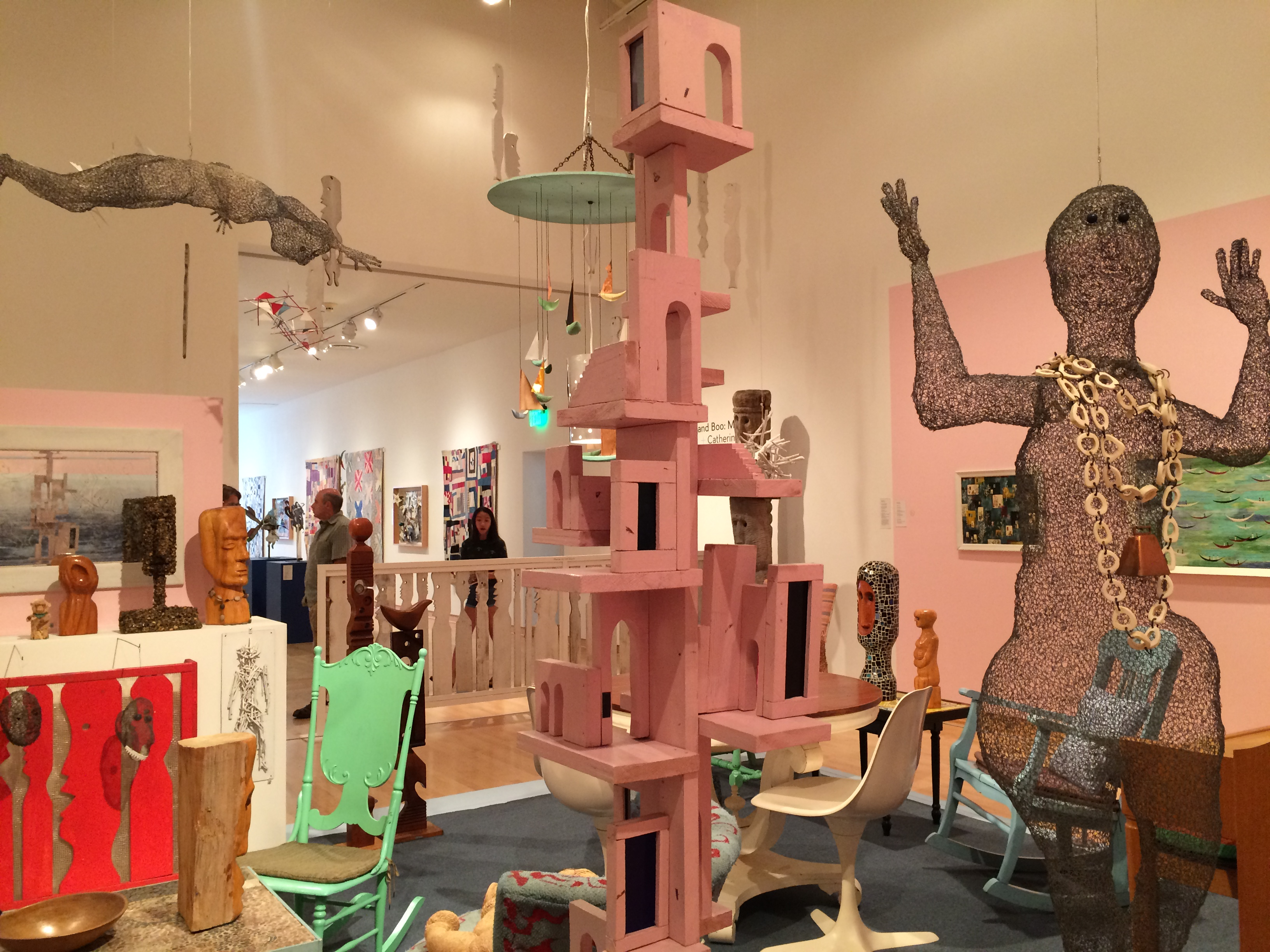

Nach Nohls Tod im Jahr 2001 übernahm die Kohler Foundation die Verantwortung für ihr Lebenswerk. Im Jahr 2005 wurde das Wohnhaus von Mary Nohl, der angrenzende kleine Geräteschuppen und das Grundstück in das National Register of Historic Places im  Milwaukee County aufgenommen und 2006 wurde es zum Milwaukee County Landmark ernannt. Im Jahr 2012 wurde das Anwesen und die einzelnen Kunstwerke an das John Michael Kohler Arts Center übertragen. Die Sammlung des Arts Center umfasst neben dem Haus selbst mehr als 3500 Werke von Nohl und eine Fülle von Archivmaterial.
Der Erhalt von Nohls Haus durch die Kohler Foundation führte zu Bedenken von Nachbarn, die einen erhöhten Verkehr in dem abgelegenen Viertel befürchteten. Nach einem erfolglosen, jahrzehntelangen Kampf mit den Bewohnern von Fox Point um einen begrenzten Zugang für die Öffentlichkeit beschloss die Stiftung, das Haus und seine Kunstwerke an einen Ort im Sheboygan County zu verlegen, an dem es der Öffentlichkeit zugänglich wäre. Das Haus sollte ab Sommer 2014 abgebaut und für ein bis zwei Millionen Dollar wieder aufgebaut werden, doch dieser Plan wurde wieder verworfen. Im Frühjahr 2015 begann das Arts Center mit einer groß angelegten Restaurierung des Hauses. Bislang ist das Haus immer noch als Wohnhaus ausgewiesen und kann nicht besichtigt werden. Das Kohler Arts Center bemüht sich weiterhin um die Erhaltung und Erforschung des Ortes und eine Nutzung als Museum.

## Schriften (Auswahl)
Über Mary Nohls Leben und Werk erschienen mehrere Bücher und Veröffentlichungen.
- Tina Kügler, Carson Kügler: In Mary's Garden. Houghton Mifflin Harcourt 2015, ISBN 978-0-544-27220-0, Kinderbuch
- Barbara Manger, Janine Smith: Mary Nohl - A Lifetime in Art. Wisconsin Historical Society Press 2013, ISBN 978-0-87020-585-9
- Barbara Manger, Janine Smith: Mary Nohl - Inside & Outside. Greater Milwaukee Foundation 2008, ISBN 978-0-615-25118-9
- Mary Nohl - Interplay. In: Leslie Umberger, Erika Lee Doss, Erika Doss, John Michael Kohler Arts Center: Sublime Spaces and Visionary Worlds - Built Environments of Vernacular Artists. Princeton Architectural Press 2007, ISBN 978-1-56898-728-6, S. 275–303
- Barbara Manger: Mary Nohl: An Exhibit of Sculpture, Paintings, and Jewelry. Milwaukee: Cardinal Stritch College, 1991